# 千田訓子
千田 訓子（せんだ としこ、1971年11月21日 - ）は、日本の女優。リコモーション所属。

## 人物
小さい頃からバレエを習い、舞台に立っていた。高校生から本格的に芝居を始め、高校在学中に関秀人率いる立身出世劇場に入団。その後退団し、2000年に正式にリリパットアーミーIIのメンバーとなる。歌唱力も秀でており、ミュージカルの舞台にも数度立ったことがあるほど。
2006年に体を壊し休団していたが、「お願い(再演)」にて待望の復帰を果たした。姉は、南米を中心に活躍するオペラ歌手である、千田栄子。
劇団の本公演としては2012年1月、ラックシステム「体育の時間」を、外部出演では5月のAI・HALL提携公演「非戦を選ぶ演劇人の会in伊丹ピースリーディングvol.1」を最後に劇団を退団。
その後はフリーの役者として活躍。

## 出演

### テレビ
- おかみさんドスコイ
- 新・いのちの現場から
- 連続テレビ小説 やんちゃくれ
- 連続テレビ小説 カーネーション
- 連続テレビ小説 スカーレット
- 連続テレビ小説 おちょやん
- ドラマDAMAS「たかじんONE MAN」
- ハピくるっ！『実録！オンナの○○事件簿！』
- ちゃちゃ入れマンデー
- パラノイヤ畑でつかまえて
- 天使のココロ
- 堂々日本史

### 映画
- 真夏のビタミン（1994年）
- ヒロイン！（1998年）
- 燃えよピンポン（1999年）
- カオリと機械油（2014年）
- ソワレ(2021年)

### CM
- JR西日本・山陰
- くらこん
- カネテツおでん種
- パイオニア大阪物語
- ヘルシア緑茶
- NTTドコモ
- 姫路セントラルパーク

### 舞台

#### 1994年
- 太陽族プロデュース「レ・ボリューション」
- アカプルコの薔薇（リリパットアーミーII）

#### 1995年
- 中島らも事務所プロデュース「お正月」
- 関西小劇場顔見せ興行「土曜日の夜」（総合演出：後藤ひろひと、脚本：松田正隆、演出：鷹田夜里子）

#### 1996年
- 天外綺譚 -セイントイーブル-（リリパットアーミーII）作 中島らも、演出 わかぎゑふ
- ボルドーの雫（リリパットアーミーII）作、演出 わかぎゑふ

#### 1997年
- セミプレゼンツ「ナツノヨルノユメ」
- 寿団プロデュース「いつもの夏」
- 中座「どうとんの女」
- 秘天閣（リリパットアーミーII）作 中島らも、演出 わかぎゑふ

#### 1998年
- 小劇場顔見世興行「西鶴さん！！」
- 劇団M.O.P「夏のランナー」
- メイシアタープロデュース「新・曽根崎心中」

#### 1999年
- 寿団プロデュース「天国の奈落」
- 石原正一ショー「キン肉ひろみ」
- 石原正一ショー「よろしくキャノンボール'99」

#### 2000年
- ラックシステム「お祝い」

#### 2001年
- ラックシステム「お祝い」
- 中島らも事務所プロデュース「お正月」

#### 2002年
- ラックシステム「お弁当」
- 石原正一ショー「ドカコ」

#### 2004年
- 中島らも事務所プロデュース「お正月」
- ラックシステム「お祝い」

#### 2005年
- ラックシステム「お願い」
- ラックシステム「お祝い」
- 石原正一ショー「十三人姉妹」

#### 2006年
- ラックシステム「お願い」
- リリパットアーミーII「天下御免の馬侍」

#### 2007年
- 寿団プロデュース「努力しないで出世する方法」
- リリパットアーミーII「大阪芝居〜街編〜」
- リリパットアーミーII「夜の姉妹」- ロベルト・ダーン役

#### 2008年
- 枡毅・渡辺いっけい主演 『夢のひと〜供ニ笑ヒ供ニ生キ』
- リリパットアーミーII 『罪と、罪なき罪』 - 旭志堂安斎 役
- リリパットアーミーII 『大阪芝居〜ウエディング編』
- 関西テレビアナウンサー朗読劇 『あなたに聞かせたい』
- リリパットアーミーII 『時の男〜higauta』

#### 2009年
- ラックシステム15周年記念公演第一弾 『お弔い』
- PM/飛ぶ教室 『会えないで帰った月夜』
- ラックシステム15周年記念公演第二弾 『お祝い』
- あさの@しょーいち堂 『どくろ2〜RYDEEN〜』
- 石原正一ショー「恋味しんぼ〜あるいはクッキング馬場」

#### 2010年
- ラックシステム15周年記念公演第三弾 『お代り』
- リリパットアーミーII 25周年記念公演第一弾　『罪と、罪なき罪』 - 旭志堂安斎 役
- あさの@しょーいち堂プレゼンツ 『どくろ3 パンドラの匣』
- わかぎゑふ 新神戸オリエンタル劇場芸術監督就任記念 『ジョアンナ』
- リリパットアーミーII 25周年記念公演第二弾 『kisses』
- アイホールプロデュース「みず色の空、そら色の水」

#### 2011年
- リリパットアーミーII 25周年記念公演第三弾 『音楽の時間』
- 伏兵コードvol.4 『留鳥の根』
- リリパットアーミーII アトリエ公演 『国語の時間』

#### 2012年
- ラックシステム 新春公演 『体育の時間』
- AI・HALL提携公演「非戦を選ぶ演劇人の会in伊丹ピースリーディングvol.1」
- iaku 番外公演1（朗読公演）「LOOP」作・演出：横山拓也
- 万博設計 01「見参！リバーサイド犬」作・演出：橋本匡

#### 2013年
- スクエアvol.32「楽園ジゴク」作：上田一軒　演出：森澤匡晴
- 万博設計 02「鮟鱇婦人」作・演出：橋本匡

#### 2014年
- 万博設計03 「リバーサイド犬」作・演出：橋本匡
- 沢田研二主演 音楽劇「悪名」作・演出：マキノノゾミ
- こまち日和「つぐみ荘のブルース」作・演出：宮川サキ

#### 2015年
- 近代戯曲セミナーin大阪 「第一人者」作：真山青果、演出：橋本匡
- 沢田研二主演 音楽劇「お嬢さん お手上げだ・明治編」
- 劇団925第16回公演「家族の家族」
- 万博設計06「苔生す箱舟」作・演出：橋本匡市

#### 2016年
- コング桑田presents「コング桑田のやりたい放題！『天上天下コング独走』」ゲスト出演
- 音楽劇「悪名～The Badboys Return!」作・演出：マキノノゾミ

#### 2017年
- 音楽劇「大悪名～The Badboys Last Stand!～」作・演出：マキノノゾミ
- 万博設計08「駱駝の骨壺」作・演出：橋本匡市 - 女役

#### 2025年
- 札幌演劇シーズン2025 intro「ハワイの地平線、テキサスの水平線」作・演出：イトウワカナ[2]

## 関連人物
- リリパットアーミーII
- わかぎゑふ
- 朝深大介
- コング桑田
- 生田朗子
- 野田晋市
- 千田訓子
- 上田 宏
- 谷川未佳
- 祖父江伸如
- 福井千夏